# De Ferran Motorsports
de Ferran Motorsports — бывшая автоспортивная организация, выставлявшая гоночную команду в ALMS.

## История
Организация основана бразильским автогонщиком Жилем де Ферраном в 2008 году.

### ALMS
Работавший после завершения пилотской карьеры в структурах автоспортивного отделения Honda бразилец задумал перед сезоном-2008 создать собственную команду в автогонках. Обкатываемый в ALMS прототип Acura ARX-01b оказался как нельзя кстати. Бразилец смог убедить руководителей программы предоставить ему один из болидов и организовал собственную команду. Также де Ферран решил возобновить собственную гоночную карьеру. Вторым пилотом экипажа становится француз Симон Пажно, не нашедший себе места при объединении высших американских формульных первенств.
Дебютный старт пришёлся на Гран-при Юты. В квалификации удалось стать вторыми в своём классе, а в гонке привести машину на третью позицию, проиграв лишь лидерам категории: команде Penske Racing. До конца года франко-бразильский дуэт чуть лучше выступал в квалификациях, записав, усилиями Жиля, на свой счёт даже один поул (в Мид-Огайо). В гонках всё складывалось не так удачно: после этапа в Туэле их машина четыре гонки подряд не попадала на подиум и лишь в последних гонках сезона смогла дважды прорваться в эту группу: сначала на третье на этапе в Детройте, а затем на второе место во время гонки в Монтеррее.
Неплохо проявив себя в дебютном сезоне de Ferran Motorsports получила в межсезонье следующую модификацию шасси — болид Acura ARX-02a. Это во многом изменило статус команды — после ухода Audi и Penske Racing команда (наряду с Highcroft Racing) стала фаворитом старшего класса — LMP1.
Весь сезон прошёл в равной борьбе с коллективом Дайтона, но чуть более быстрый и чаще побеждающий экипаж де Ферран / Пажно проиграл борьбу по надёжности — три неудачно проведённых этапа (в Себринге, Лонг-Бич и Бразелтоне) стоили им титула. При этом франко-бразильский экипаж выиграл пять гонок против трёх у ближайшего конкурента.
По окончании сезона-2009 Жиль закрыл проект в серии и ушёл в IRL IndyCar.

### IndyCar
де Ферран прорабатывал несколько вариантов прихода в серию, но каждый из них оказывался нереалистичным из-за недостатка финансирования. Последним шансом бразильца было объединение с Dragon Racing Джея Пенске, но и уже под имеющуюся команду найти спонсорскую поддержку даже на ограниченное расписание не удалось.

## Пилоты, когда-либо выступавшие за команду

### Американская серия Ле-Ман
|    | Пилот          | Годы    |
| -- | -------------- | ------- |
| 1. | Жиль де Ферран | 2008-09 |
| 2. | Симон Пажно    | 2008-09 |
| 3. | Скотт Диксон   | 2008-09 |